# Vespa sericea
Vespa sericea är en getingart som beskrevs av Licht 1796. Vespa sericea ingår i släktet bålgetingar, och familjen getingar. Inga underarter finns listade i Catalogue of Life.